# Texas Hippie Coalition
Texas Hippie Coalition (també abreviat com a THC) és un grup de música rock de Denison, Texas. THC és un grup de metal amb un toc de southern rock que el grup l'anomena com a "Red Dirt Metal". Les seves influències inclouen Black Label Society, Pantera, Lynyrd Skynyrd, Molly Hatchet, ZZ Top, Corrosion of Conformity, Waylon Jennings, Willie Nelson i Johnny Cash.

## Història

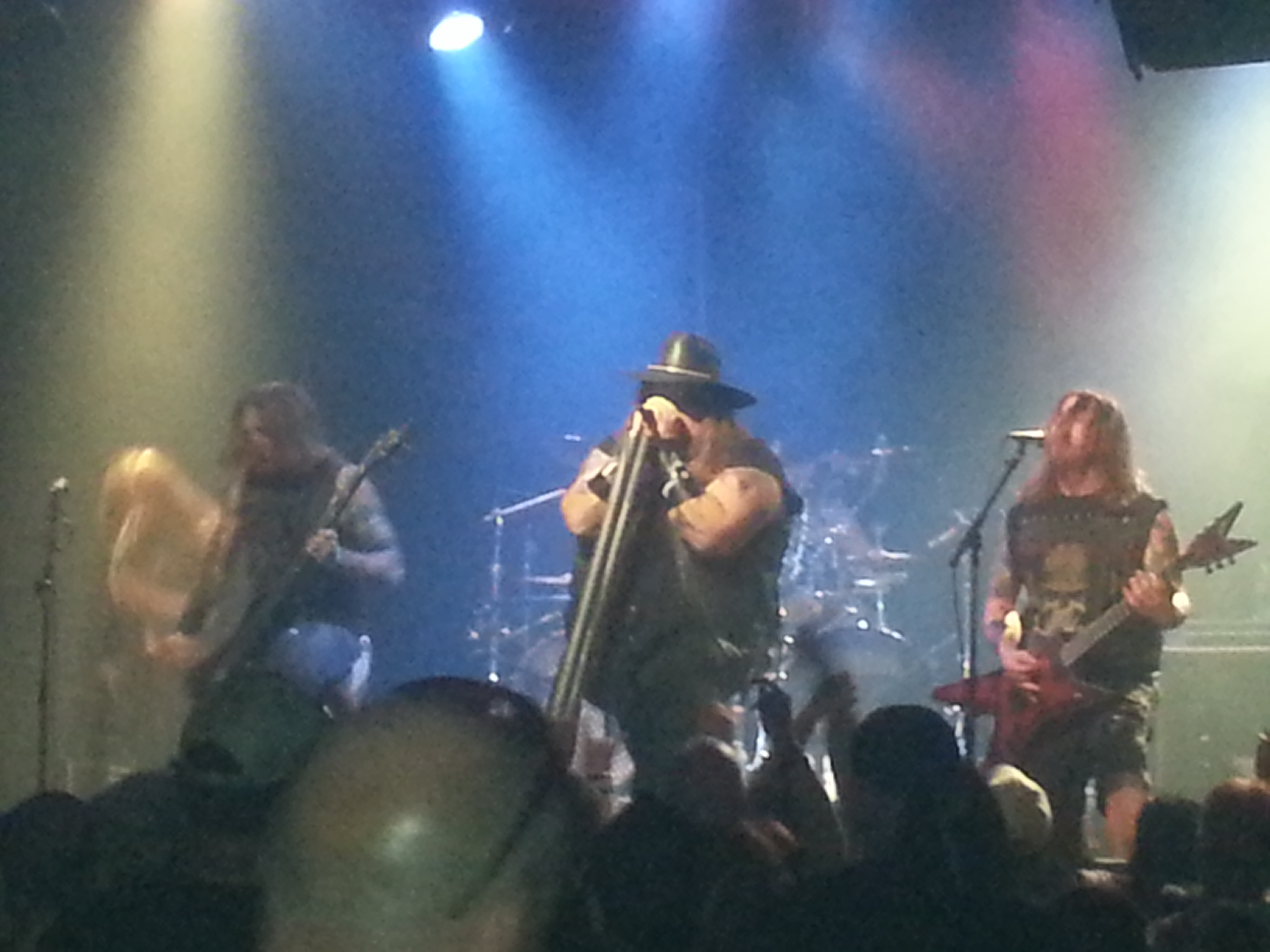
Texas Hippie Coalition actuant a Trees in Dallas com a part del Ride for Dime

### Primers passos + Pride of Texas
Big Dad Ritch i John Exall es van conèixer a Denison, Texas. Com que Denison era una petita ciutat amb un nombre molt limitat de músics, els grups rivals es van veure obligats viatjar junts per carretera a ciutats com Dallas per realitzar els espectacles. Originaris de grups rivals, Ritch, Randy i John es van reunir i van començar a tocar, escriure i finalment gravar junts.
Poc després, THC va sorgir de la vall del riu Vermell vorejant el nord de Texas i el sud d'Oklahoma i van començar una gira de promoció del seu àlbum independent Pride of Texas. Van fer una gira de costa a costa, aconseguint fans de tot el món amb el seu estil de música anomenat "red dirt metal" (red earth metal).
El guitarrista principal Alden "Crawfish" Nequent i el bateria Ryan Bennett es van reunir llavors al grup. Crawfish va ser presentat al grup per un amic en comú, i encara que ell es va dedicar al grup amb el qual estava de gira en aquell moment, ell va acceptar una invitació per unir-se a THC. Quan el grup estava buscant un nou bateria, van actuar amb Satnes Allen i Ryan Bennett, l'últim dels quals va ser un dissenyador gràfic de l'empresa que gestiona el grup. El grup va quedar impressionat amb Bennett, i el va convidar a unir-se al grup després de la sortida del seu bateria original.
Els membres de les gires actuals són Big Dad Ritch, John Exall, Gunnar Molton, i el membre més recent Cord Pool.
Wes Wallace que es va reunir al grup.

### Rollin'
El grup va gravar el seu segon àlbum (el primer amb el segell Carved Records), Rollin', amb el productor de diversos discos de platí Dave Prater (Dream Theater, FireHouse) al seu estudi d'Oklahoma. Rollin va arribar el 6 de juliol del 2010, que va ser el seu primer llançament nacional. Recolzat en el senzill "Pissed Off and Mad About It", l'àlbum va arribar al Top Ten de the CMJ Loud Rock Chart i va circular en les estacions de ràdio a tot el país.

### Peacemaker
A principis del 2012 el grup va començar a treballar amb el productor Bob Marlette que ha produït grups com Shinedown, Seether, Black Sabbath i Alice Cooper. El seu primer senzill "Turn It Up" va ser publicat al maig d'aquell mateix any. Va entrar en el top 40 a finals d'estiu. L'àlbum va ser publicat el 14 d'agost del 2012. A finals de setembre van ser convidats a obrir per al llegendari grup de rock del sud Lynyrd Skynyrd. A principis del 2013 "Damn You To Hell" va debutar al #46 i va ser #1 a Denver, Co i Spokane, WA. El grup va viatjar al Brasil a finals d'abril.

### Ride On
-

### Dark Side of Black
-

## Àlbums
| Detalls de l'àlbum                                                                    | Posició màxima en les llistes | Posició màxima en les llistes | Posició màxima en les llistes | Posició màxima en les llistes | Posició màxima en les llistes | Vendes      |
| Detalls de l'àlbum                                                                    | US                            | US Heat                       | US Indep                      | US Hard Rock                  | US Rock                       | Vendes      |
| ------------------------------------------------------------------------------------- | ----------------------------- | ----------------------------- | ----------------------------- | ----------------------------- | ----------------------------- | ----------- |
| Pride of Texas - Data de publicació: 12 de febrer del 2008 - Segell: Autopublicat     | —                             | —                             | —                             | —                             | —                             |             |
| Rollin'' - Data de publicació: 6 de juliol del 2010 - Segell: Carved Records          | —                             | 29                            | —                             | —                             | —                             |             |
| Peacemaker - Data de publicació: 14 d'agost del 2012 - Segell: Carved Records         | —                             | 4                             | 31                            | 20                            | —                             | EUA: 16.000 |
| Ride On - Data de publicació: 7 d'octubre del 2014 - Segell: Carved Records           | 119                           | 4                             | 22                            | 5                             | 31                            |             |
| Dark Side of Black - Data de publicació: 22 d'abril del 2016 - Segell: Carved Records | —                             | 2                             | 18                            | 6                             | 26                            |             |

## Videoclips
| Any  | Títol                                   | Àlbum          | Director   |
| ---- | --------------------------------------- | -------------- | ---------- |
| 2008 | Leaving                                 | Pride Of Texas | Clark Deal |
| 2009 | No Shame                                | Pride Of Texas | Clark Deal |
| 2009 | Pissed off and Mad About It (Version 1) | Pride Of Texas | Clark Deal |
| 2010 | Pissed off and Mad About It (Version 2) | Rollin'        | Clark Deal |
| 2012 | Turn It Up                              | Peacemaker     | Clark Deal |